# Ligne Meitetsu Hashima
La ligne Meitetsu Hashima (名鉄羽島線, Meitetsu Hashima-sen) est une courte ligne ferroviaire de la compagnie privée Meitetsu située à Hashima, dans la préfecture de Gifu au Japon. Elle relie la gare d'Egira à celle de Shin-Hashima.

## Histoire
La ligne est ouverte le 11 décembre 1982 pour prolonger la ligne Takehana.

## Caractéristiques

### Ligne
- écartement des voies : 1 067 mm
- nombre de voies : 1
- électrification : 1 500 V cc par caténaire

### Services et interconnexion
Les services sont communs avec la ligne Takehana.

### Liste des gares
La ligne comporte 2 gares numérotées TH08 et TH09.
| Numéro | Gare         | Nom japonais | Distance (km) | Correspondances                                  | Localisation |
| ------ | ------------ | ------------ | ------------- | ------------------------------------------------ | ------------ |
| TH08   | Egira        | 江吉良       | 0             | Meitetsu : Takehana (interconnexion)             | Hashima      |
| TH09   | Shin-Hashima | 新羽島       | 1,3           | JR Central : Tōkaidō Shinkansen (à Gifu-Hashima) | Hashima      |